# کو جاچئول
کو جا چئول فوتبالیست اهل کره جنوبی است. که در باشگاه فوتبال ججو یونایتد بازی می کند.

او در رقابتهای جام ملت‌های آسیا ۲۰۱۱ به عنوان آقای گلی دست یافت. او با پیشنهادهای مختلفی روبه‌رو شد که از جملهٔ آنها می‌توان به پیشنهاد باشگاه‌های بلکبرن و وولفسبورگ اشاره کرد. سپس او با بررسی این پیشنهادها از ججو یونایتد جدا شد و به وولفسبورگ آلمان پیوست.